# ストラディバリウス (競走馬)
ストラディバリウス（英: Stradivarius）は、イギリスの競走馬。主な勝ち鞍に2017年 - 2020年のグッドウッドカップ、2018年 - 2020年のゴールドカップ。

## 戦績

### 2歳（2016年）
2016年10月5日ノッティンガム競馬場の未勝利戦でデビューするも5着。2戦目の未勝利戦は同厩舎クラックスマンの4着に終わるも、3戦目で初勝利を果たす。

### 3歳（2017年）
ハンデキャップ競走を2戦して1着、2着という成績を残した後、6月のクイーンズヴェースで重賞初制覇を果たす。続いてこの年からG1に昇格したグッドウッドカップはビッグオレンジに1馬身3/4差をつけ快勝し、G1初制覇を果たす。秋に入り、セントレジャーステークスとブリティッシュ・チャンピオンズ・ロングディスタンスカップは共に3着に敗れ、この年を終えた。

### 4歳（2018年）
シーズン初戦のヨークシャーカップは後続に3馬身差をつけ圧勝。6月のゴールドカップは道中4番手追走から直線でヴァジラバド、トルセドールとの競り合いを制しG1レース2勝目を飾る。グッドウッドカップでは中団からレースを進めると直線で逃げ粘るトルセドールを半馬身差つけ連覇を果たす。8月にはロンズデールカップを制し、この年から導入された「ウェザビーズ・ハミルトン・ステイヤーズ・ミリオン」のボーナス100万ポンドを獲得した。10月には前年3着に敗れたブリティッシュ・チャンピオンズ・ロングディスタンスカップへ出走し、ここを1馬身半差で勝利。シーズンを5戦5勝で終え、当年のカルティエ賞最優秀ステイヤーに選出された。

### 5歳（2019年）
前年同様ヨークシャーカップから始動し、3/4馬身差で勝利を収める。続くゴールドカップは3番手追走からラスト1ハロンで抜け出し、ディーエックスビーに1馬身差をつけて勝利。同競走の連覇を達成した。7月のグッドウッドカップは中団からの差し切りで勝利し、同レースの3連覇を達成。さらに次走のロンズデールカップも勝利し、前年に引き続きウェザビーズ・ハミルトン・ステイヤーズ・ミリオンのボーナスを獲得した。
9月にはドンカスターカップに出走し、ここを1馬身3/4差で勝利。ダブルトリガー以来24年振りとなる長距離三冠を達成した。
10月にはブリティッシュ・チャンピオンズ・ロングディスタンスカップに出走するも、ゴール前でキューガーデンズに差し返されてハナ差の2着に敗れ、前年から続いた連勝は10でストップした。
当シーズンの成績は6戦5勝。2年連続でカルティエ賞最優秀ステイヤーに選出された。

### 6歳（2020年）
この年はシーズン緒戦にコロネーションカップを選択。好位追走からレースを進めるも、ガイヤーズから5馬身離された3着に敗れる。2週間後のゴールドカップは直線半ばで抜け出すと後続を大きく引き離し、2着のネイエフロードに10馬身差をつける圧勝で同レース3連覇を達成した。
7月のグッドウッドカップでは中団追走からラスト1ハロンで鋭く伸び、逃げ粘るネイエフロードを差し切って優勝。同レース史上初となる4連覇を達成した。レース後陣営は、フォワ賞の結果次第で凱旋門賞へ参戦すると表明した。
フォワ賞では逃げるアンソニーヴァンダイクをマークする形でレースを進めるも最後まで捉えきれず、短クビ差の2着に敗れた。続く凱旋門賞は中団からレースを運び、直線で追い上げたものの伸びを欠き7着に敗れた。
凱旋門賞から中1週でブリティッシュ・チャンピオンズ・ロングディスタンスカップに出走したが、中団待機から見せ場なく12着に惨敗した。
当シーズンの成績は6戦2勝。3年連続でカルティエ賞最優秀ステイヤーに選出された。

### 7歳（2021年）
この年はサガロステークスから始動。馬群の後方追走から直線に入って鋭く伸び、シーズン緒戦を勝利で飾った。

イェーツ以来となる史上2頭目の4連覇に挑んだゴールドカップでは後方待機からレースを進めるも最終コーナーで馬群から抜け出すのに手間取り、直線で伸びあぐねて4着に敗れた。

5連覇がかかるグッドウッドカップは、レース当日になって馬場の悪化を理由に出走を回避した。

1ヶ月後のロンズデールカップでは、先頭から離れた２番手を追走。直線ではスパニッシュミッションとの叩き合いになったがこれを制し重賞16勝目を挙げた。

9月に入りドンカスターカップへ出走。中団やや後方でレースを進め、直線で馬なりのまま先頭に並びかけてから力強く伸び、アレルタロハに2馬身半差を付けて快勝した。この勝利で重賞勝利数は17となり、シリュスデゼーグルが保持する欧州調教馬による平地グループ競走の最多勝記録に並んだ。

続くカドラン賞は後方待機から2周目のフォールスストレート手前で仕掛けて一旦は先頭に立つも、トゥルーシャンの末脚に屈し2着に敗れた。

2週間後のブリティッシュ・チャンピオンズ・ロングディスタンスカップは、中団追走から直線で大外に持ち出して鋭く追い込んだが残り100mで脚が鈍り3着に敗れた。

当シーズンの成績は6戦3勝。GIは未勝利に終わり、カルティエ賞最優秀ステイヤーの座もトゥルーシャンに明け渡す結果となった。
シーズン終了後、陣営はアスコットゴールドカップ4勝目を目標に掲げ現役続行の意向を示した。

### 8歳（2022年）
この年はヨークシャーカップから始動。直線に入ってしぶとく伸びサンダラスに1馬身差をつけて勝利した。

続くゴールドカップでは中団やや後方からレースを進めたが直線で前が開かず、大外に持ち出して追い込むも届かず3着に敗れた。

翌月、1年越しの5勝目を狙って出走したグッドウッドカップは直線で力強く抜け出したが、ゴール手前でキプリオスに差し切られクビ差の2着に敗れた。

1ヶ月後のロンズデールカップに出走を予定していたが打撲のため同レースを回避。回復が思わしくないことを理由に、陣営は同年9月に引退を表明した。引退後はナショナルスタッドで種牡馬となる。

### 競走成績
| 競走日 | 競走日 | 競馬場           | 競走名                   | 格 | 距離        | 着順 | 着差      | 騎手         | 2着馬）            |
| ------ | ------ | ---------------- | ------------------------ | -- | ----------- | ---- | --------- | ------------ | ------------------ |
| 2016   | 10. 5  | ノッティンガム   | 未勝利                   |    | 芝8f 75yd   | 5着  | 4 1/2馬身 | R.ハヴリン   | Contrapposto       |
|        | 10.19  | ニューマーケット | 未勝利                   |    | 芝8f        | 4着  | 6馬身     | L.デットーリ | Cracksman          |
|        | 11.16  | ニューキャッスル | 未勝利                   |    | AW8f 5yd    | 1着  | アタマ    | R.ハヴリン   | (Bowerman)         |
| 2017   | 4.19   | ビヴァリー       | ハンデキャップ           |    | 芝10f       | 1着  | 6馬身     | R.タート     | (Election Day)     |
|        | 5.10   | チェスター       | ハンデキャップ           |    | 芝12f 63yd  | 2着  | 1/2馬身   | L.デットーリ | Here And Now       |
|        | 6.23   | アスコット       | クイーンズヴェース       | G2 | 芝13f 211yd | 1着  | クビ      | A.アッゼニ   | (Count Octave)     |
|        | 8. 1   | グッドウッド     | グッドウッドC            | G1 | 芝16f       | 1着  | 1 3/4馬身 | A.アッゼニ   | (Big Orange)       |
|        | 9.16   | ドンカスター     | セントレジャーS          | G1 | 芝14f 115yd | 3着  | 1/2馬身   | J.ドイル     | Capri              |
|        | 10.21  | アスコット       | B.C.ロングディスタンスＣ | G2 | 芝15f 209yd | 3着  | 1馬身     | L.デットーリ | Order Of St George |
| 2018   | 5.18   | ヨーク           | ヨークシャーＣ           | G2 | 芝13f 188yd | 1着  | 3馬身     | L.デットーリ | (Desert Skyline)   |
|        | 6.21   | アスコット       | ゴールドC                | G1 | 芝19f 210yd | 1着  | 3/4馬身   | L.デットーリ | (Vazirabad)        |
|        | 7.31   | グッドウッド     | グッドウッドC            | G1 | 芝16f       | 1着  | 1/2馬身   | A.アッゼニ   | (Torcedor)         |
|        | 8.24   | ヨーク           | ロンズデールC            | G2 | 芝16f 56yd  | 1着  | 1 1/2馬身 | L.デットーリ | (Count Octave)     |
|        | 10.20  | アスコット       | B.C.ロングディスタンスＣ | G2 | 芝15f 209yd | 1着  | 1 1/2馬身 | L.デットーリ | (Thomas Hobson)    |
| 2019   | 5.17   | ヨーク           | ヨークシャーＣ           | G2 | 芝13f 188yd | 1着  | 3/4馬身   | L.デットーリ | (Southern France)  |
|        | 6.20   | アスコット       | ゴールドC                | G1 | 芝19f 210yd | 1着  | 1馬身     | L.デットーリ | (Dee Ex Bee)       |
|        | 7.30   | グッドウッド     | グッドウッドC            | G1 | 芝16f       | 1着  | クビ      | L.デットーリ | (Dee Ex Bee)       |
|        | 8.23   | ヨーク           | ロンズデールC            | G2 | 芝16f 56yd  | 1着  | 1 1/4馬身 | L.デットーリ | (Dee Ex Bee)       |
|        | 9.13   | ドンカスター     | ドンカスターC            | G2 | 芝17f 197yd | 1着  | 1 3/4馬身 | L.デットーリ | (Cleonte)          |
|        | 10.19  | アスコット       | B.C.ロングディスタンスＣ | G2 | 芝15f 209yd | 2着  | ハナ      | L.デットーリ | Kew Gardens        |
| 2020   | 6. 5   | ニューマーケット | コロネーションＣ         | G1 | 芝12f 6yd   | 3着  | 5馬身     | L.デットーリ | Ghaiyyath          |
|        | 6.18   | アスコット       | ゴールドC                | G1 | 芝19f 210yd | 1着  | 10馬身    | L.デットーリ | (Nayef Road)       |
|        | 7.28   | グッドウッド     | グッドウッドC            | G1 | 芝16f       | 1着  | 1馬身     | L.デットーリ | (Nayef Road)       |
|        | 9.13   | パリロンシャン   | フォワ賞                 | G2 | 芝2400m     | 2着  | 短クビ    | L.デットーリ | Anthony Van Dyck   |
|        | 10.4   | パリロンシャン   | 凱旋門賞                 | G1 | 芝2400m     | 7着  | 6 3/4馬身 | O.ペリエ     | Sottsass           |
|        | 10.17  | アスコット       | B.C.ロングディスタンスＣ | G2 | 芝15f 209yd | 12着 | 62馬身    | L.デットーリ | Trueshan           |
| 2021   | 4.28   | アスコット       | サガロS                  | G3 | 芝15f 209yd | 1着  | 1馬身     | L.デットーリ | (Ocean Wind)       |
|        | 6.17   | アスコット       | ゴールドC                | G1 | 芝19f 210yd | 4着  | 8 1/4馬身 | L.デットーリ | Subjectivist       |
|        | 8.20   | ヨーク           | ロンズデールC            | G2 | 芝16f 56yd  | 1着  | アタマ    | L.デットーリ | (Spanish Mission)  |
|        | 9.10   | ドンカスター     | ドンカスターC            | G2 | 芝17f 197yd | 1着  | 2 1/2馬身 | L.デットーリ | (Alerta Roja)      |
|        | 10.2   | パリロンシャン   | カドラン賞               | G1 | 芝4000m     | 2着  | 4 1/2馬身 | L.デットーリ | Trueshan           |
|        | 10.16  | アスコット       | B.C.ロングディスタンスＣ | G2 | 芝15f 209yd | 3着  | 4馬身     | L.デットーリ | Trueshan           |
| 2022   | 5.13   | ヨーク           | ヨークシャーＣ           | G2 | 芝13f 188yd | 1着  | 1馬身     | L.デットーリ | (Thunderous)       |
|        | 6.16   | アスコット       | ゴールドC                | G1 | 芝19f 210yd | 3着  | 1 1/4馬身 | L.デットーリ | Kyprios            |
|        | 7.26   | グッドウッド     | グッドウッドC            | G1 | 芝16f       | 2着  | クビ      | A.アッゼニ   | Kyprios            |

## 血統表
| ストラディバリウスの血統   | ストラディバリウスの血統     | ストラディバリウスの血統 | （血統表の出典）      | （血統表の出典） |
| 父系                       | ダンジグ系                   | ダンジグ系               | ダンジグ系            | [ § 2 ]          |
| 父 Sea The Stars 2006 鹿毛 | 父の父Cape Cross 1994 黒鹿毛 | Green Desert             | Danzig                | Danzig           |
| 父 Sea The Stars 2006 鹿毛 | 父の父Cape Cross 1994 黒鹿毛 | Green Desert             | Foreign Courier       |                  |
| 父 Sea The Stars 2006 鹿毛 | 父の父Cape Cross 1994 黒鹿毛 | Park Appeal              | Ahonoora              | Ahonoora         |
| 父 Sea The Stars 2006 鹿毛 | 父の父Cape Cross 1994 黒鹿毛 | Park Appeal              | Balidaress            |                  |
| 父 Sea The Stars 2006 鹿毛 | 父の母Urban Sea 1989 栗毛    | Miswaki                  | Mr. Prospector        | Mr. Prospector   |
| 父 Sea The Stars 2006 鹿毛 | 父の母Urban Sea 1989 栗毛    | Miswaki                  | Hopespringseternal    |                  |
| 父 Sea The Stars 2006 鹿毛 | 父の母Urban Sea 1989 栗毛    | Allegretta               | Lombard               | Lombard          |
| 父 Sea The Stars 2006 鹿毛 | 父の母Urban Sea 1989 栗毛    | Allegretta               | Anatevka              |                  |
| 母 Private Life 1997 鹿毛  | 母の父Bering 1983 栗毛       | Arctic Tern              | Sea-Bird              | Sea-Bird         |
| 母 Private Life 1997 鹿毛  | 母の父Bering 1983 栗毛       | Arctic Tern              | Bubbling Beauty       |                  |
| 母 Private Life 1997 鹿毛  | 母の父Bering 1983 栗毛       | Beaune                   | Lyphard               | Lyphard          |
| 母 Private Life 1997 鹿毛  | 母の父Bering 1983 栗毛       | Beaune                   | Barbra                |                  |
| 母 Private Life 1997 鹿毛  | 母の母Poughkeepsie 1992 鹿毛 | Sadler's Wells           | Northern Dancer       | Northern Dancer  |
| 母 Private Life 1997 鹿毛  | 母の母Poughkeepsie 1992 鹿毛 | Sadler's Wells           | Fairy Bridge          |                  |
| 母 Private Life 1997 鹿毛  | 母の母Poughkeepsie 1992 鹿毛 | Pawneese                 | Carvin                | Carvin           |
| 母 Private Life 1997 鹿毛  | 母の母Poughkeepsie 1992 鹿毛 | Pawneese                 | Plencia               |                  |
| 5代内の近親交配            | Northern Dancer 4･5×5        | Northern Dancer 4･5×5    | Northern Dancer 4･5×5 |                  |
| 出典                       | 1. 2.                        | 1. 2.                    | 1. 2.                 | 1. 2.            |

- 三代母Pawneeseは、英オークス、仏オークス、キングジョージ6世&クイーンエリザベスステークスの勝ち馬。
- 近親にプロテクショニスト（メルボルンカップ、ベルリン大賞）がいる。